# Цементування свердловин
Цементування свердловин — спосіб кріплення свердловин шляхом цементування затрубного простору.

## Вступ

Рис. 1. Схема одноступінчастого цементування: а — закачування тампонажного розчину; б — початок закачування протискувальної рідини; в — заключна стадія закачування протискувальної рідини; 1 — цементувальна головка; 2, 11, 12 — бокові відводи; 3 — тампонажний розчин; 4 — нижня пробка; 5 — буферна рідина; 6 — обсадна колона; 7 — промивальна рідина; 8 — стінка свердловини; 9 — зворотний клапан; 10 — башмак з направляючою пробкою; 13, 14, 15 — крани високого тиску; 16 — верхня пробка; 17 — протискувальна рідина.

Однією зі складних проблем, які виникають при бурінні свердловини, особливо при роторному способі, є проблема герметизації затрубного простору між обсадними трубами й стінкою свердловини.
Першу ізоляційну операцію із застосуванням портландцементу було виконано у США у 1903 р. на свердловині площі Лаптос (Каліфорнія).
Технічно цю ж проблему було вирішено в 1906 році інженером А. Богушевським закачуванням цементного розчину в обсадну колону з подальшим витісненням його через низ колони в затрубний простір. У 1910 році аналогічний спосіб цементування шляхом застосування двох роздільних пробок запропонував американський інженер А.Перкінс (А. Perkins, Каліфорнія).

## Загальний опис
Цементування свердловини проводять з метою:
- ізоляції проникних горизонтів один від одного та попередження перетоків пластових флюїдів по заколонному простору;
- утримання у підвішеному стані обсадної колони;
- захисту обсадної колони від дії агресивних пластових флюїдів;
- ліквідації дефектів у кріпленні свердловини;
- створення розмежувальних екранів, які перешкоджають обводненню свердловини;
- створення мостів у свердловині;
- закріплення стінок свердловини;
- зменшення передачі тепла від потоку, що рухається колоною труб у свердловині, до навколишніх порід;
- герметизації гирла при ліквідації свердловини.

## Способи цементування
Типи цементування поділяють на первинне цементування, вторинне (ремонтно-виправне) цементування та встановлення розділювальних цементних мостів.
Існує декілька способів первинного цементування: одно-ступінчастий (ступеневий), ступінчастий, зворотний, манжетний, цементування потайних колон та секцій обсадних колон.
Найпоширеніший одноступінчастий спосіб первинного цементування.
При двоступінчастому Ц.с. цементувальний розчин закачується через обсадні труби й протискується в затрубний простір послідовно спочатку у нижню частину, а потім, після закінчення цементування першого ступеня, цементують верхній інтервал за допомогою муфти ступеневого цементування — МСЦ, яка спускається у свердловину на бурильних трубах.
При одноступінчастому Ц.с. в обсадні труби через цементувальну головку закачується цементний розчин, який витісняє глинистий розчин, що знаходиться в трубах, і розчин піднімається в затрубному просторі на задану висоту.
Ступеневе цементування застосовують у випадках:
- коли величина очікуваного тиску у свердловині при цементуванні одним заходом може перевищити тиск поглинання;
- коли очікуваний робочий тиск на гирлі при цементуванні одним заходом перевищує технічні можливості цементувальних (насосних) агрегатів;
- коли цементування одним заходом неможливе з організаційно-технічних причин (потрібна надто велика кількість цементувального обладнання, обмежена площа за умов морського буріння тощо);
- коли необхідно використати тампонажні розчини, різні за складом і властивостями;
- коли між зонами цементування потрібно залишити незацементований інтервал.

Практичне застосування знайшов тільки двоступеневий спосіб цементування. При застосуванні цього способу інтервал цементування поділяють на дві частини. До оснастки обсадної колони включають муфту ступеневого цементування (МСЦ), місце установлення якої вибирають з розрахунку, щоб вона розділяла інтервал цементування на дві частини (місце розташування МСЦ визначають згідно з методикою).
Ступеневе цементування з розривом у часі дозволяє зменшити гідростатичний тиск на пласти, оскільки після тужавіння тампонажного розчину першого ступеня гідростатичний тиск стовпа тампонажного розчину другого ступеня буде сприйматися цементним каменем першого ступеня. Тому цементування з розривом у часі застосовують тоді, коли існує небезпека гідророзриву пластів й інтенсивного поглинання тампонажного розчину.
При спорудженні свердловин у малодебітних, сильно дренованих пластах використовують манжетний спосіб. У процесі Ц.с. цим способом у свердловині встановлюють спеціальну манжету, вище якої через перфоровані труби цементний розчин надходить в затрубний простір. При цьому у свердловину опускають готовий фільтр, а для роз'єднання розміщеного вище заколонного простору свердловини від інтервалу фільтра встановлюється заливна манжета (тканинно-гумова конструкція у вигляді парасолі), вище рівня якої в колоні є отвори, через які цементний розчин пропомповується в затрубний простір над фільтром.
При зворотному Ц.с. цементний розчин закачується в затрубний простір, а буровий розчин зі свердловини виходить на поверхню через колону опущених та цементувальних труб.
Цементування хвостовиків здійснюють г.ч. роздільною цементувальною пробкою, нижня частина якої підвішується на хвостовик, верхня рухається по колоні бурильних труб за цементним розчином. Більшість способів виправного (повторного) цементування полягає в доведенні розчину до зони, яку треба виправити, і наступному швидкому підніманні цементувальних труб.

## Обладнання для цементування і змішування компонентів
Обладнання для цементування та змішування компонентів тампонажного матеріалу включає: цементувальні насосні агрегати, блок маніфольду (в комплекті зі станцією контролю СКЦ-3М або СКЦ-4), цементувальну головку, змішувальне устатковання (цементо-змішувальна машина, осереднювальна ємність).
Перед цементуванням цю техніку доставляють на буровий майданчик і розміщують неподалік від гирла свердловини та обв’язують між собою за необхідною схемою для проведення процесу цементування.
Цементаційна труба — металева труба, що опускається у цементаційну свердловину за циркуляційною схемою нагнітання розчину при тампонуванні. З'єднується трубопроводом з цементним насосом. Надлишковий потік розчину підіймається по кільцевому простору між цементною трубою та стінками свердловини.
Цементувáльний агрегáт — насосний агрегат, який призначений для перекачування цементного розчину під час цементування свердловин.
Цементування манежне — спосіб цементування експлуатаційної колони, коли у свердловину опускають готовий фільтр, а для роз'єднання розміщеного вище заколонного простору свердловини від інтервалу фільтра встановлюється заливна манжета (тканинно-ґумова конструкція у вигляді парасолі), вище рівня якої в колоні є отвори, через які цементний розчин пропомповується в затрубний простір над фільтром.

## Методи контролю цементування свердловин
Радіоактивні методи контролю цементування свердловин
Радіоактивні методи контролю цементування свердловин базуються на реєстрації інтенсивності гамма-випромінювання радіоактивних ізотопів, які додаються до тампонажного розчину при його приготуванні. При цьому інтервал розподілу активованого тампонажного розчину відзначається підвищеною інтенсивністю гамма-випромінювання порівняно з природною радіоактивністю гірських порід.
Для активації тампонажних розчинів використовують радіоактивні ізотопи цирконію, іридію, заліза та інших елементів, які характеризуються малими періодами напіврозпаду. Розчинені у воді солі цих елементів добавляють до води для приготування тампонажних розчинів. У випадку необхідності визначення глибини підйому тампонажного розчину достатньо активувати тільки його верхню порцію.
Розроблена апаратура для контролю товщини цементного кільця при використанні активованих радіоактивними ізотопами тампонажних розчинів. Принцип її дії базується на реєстрації інтенсивності гамма-випромінювання при обертанні навколо його індикатора свинцевого екрану з прорізом. Інтенсивність гамма-випромінювання за один оберт буде пропорційною товщині цементного каменю.
Гамма-каротаж може використовуватись також для діагностики зон міжпластових перетоків у випадку їх гідродинамічного зв'язку із внутрішньою порожниною обсадної колони.
Акустичний метод контролю цементування свердловин
Акустичний метод контролю цементування свердловин базується на вимірюванні амплітуди заломленої повздовжньої хвилі та часу пробігу пружних коливань. Метод дозволяє визначити глибину підйому тампонажного розчину у затрубному просторі, його наявність за колоною, ступінь зчеплення цементного каменю з обсадною колоною і гірськими породами, наявність дефектів у цементному камені.
У вітчизняній практиці використовують акустичні цементоміри:
- – АКЦ-4 – для 146 – 219 мм обсадних колон, максимальна робоча температура 150 оС, максимальний тиск 80 МІІа;
- – УЗБА-21 – для обсадних колон діаметром до 300 мм, максимальна робоча температура 130 оС, максимальний тиск до 160 МПа;
- – АК-1 – для обсадних колон діаметром до 300 мм, максимальна робоча температура 120 оС, максимальний тиск 60 МПа.

За допомогою акустичних цементомірів реєструються амплітуда Ак поздовжньої хвилі по колоні, амплітуда Ап хвилі, що поширюється по породі й час ∆t поширення поздовжньої акустичної хвилі від випромінювача до приймача. Ці параметри вимірюють одночасно при переміщенні у колоні свердловинного приладу зі швидкістю не більше 1200 м/год. Удосконалення акустичних методів контролю цементування здійснюється у напрямках розширення інформації про акустичні властивості середовища, підвищення чутливості приладів та інтерпретації результатів вимірювань. Створений фазокорелограф "Хвиля", який одночасно реєструє цементограму і зміну з глибиною повного акустичного сигналу та покращує інтерпретацію результатів контролю цементування свердловин.

## Організація процесу цементування
Процес цементування свердловини починається із підбору рецептури тампонажного розчину, який повинен відповідати гірничо-геологічним умовам у свердловині. Рецептуру визначають завчасно до початку цементування. Після приготування тампонажної суміші виконують контрольний аналіз тампонажного розчину. Воду замішування заготовляють завчасно у спеціальній ємності, або у мірних баках цементувальних агрегатів безпосередньо перед цементуванням. Якість води замішування та наявність у ній необхідного відсотка розчинених реагентів контролюється титруванням. 
Лінію обв’язки цементувальної техніки зі свердловиною опресовують на тиск в 1,5 раза вищий очікуваного. У процесі приготування тампонажного (цементного) розчину його густину постійно контролюють. 
За необхідності коректують режим роботи цементувальних агрегатів. Необхідно забезпечувати безперервну роботу усієї техніки, яка задіяна у цементуванні свердловини. Спонтанне незаплановане збільшення часу цементування може призвести до загуснення тампонажного розчину і неможливості його прокачування або протискування у затрубний простір та зриву процесу цементування. Зупинки процесу цементування ведуть до фільтрації води у проникливі пласти, скорочення термінів загуснення та схоплення цементу і, як результат, до зриву процесу цементування. Наслідки аварій під час цементування, виправити дуже важко, а в багатьох випадках неможливо. Забезпечити синхронізовану роботу цементувальної техніки при цементуванні свердловин можна тільки за умови ретельної підготовки усієї застосовуваної техніки.